# Udo Jürgens
Udo Jürgens, född 30 september 1934 i Klagenfurt, död 21 december 2014 i Münsterlingen i Thurgau, var en österrikisk artist, sångare, pianist och kompositör. Jürgens innehade sedan 2007 även schweiziskt medborgarskap. Udo Jürgens har under flera decennier varit en stor artist i Tyskland och den tyskspråkiga världen. Han har inte minst blivit känd för sina ballader och pianospel. 1966 vann han Eurovision Song Contest för Österrike med låten Merci, Chérie.

## Biografi
Udo Jürgens föddes i Klagenfurt som son till tyska föräldrar. Hans mamma Käthe Arp kom från Hohenstein in Stein i Schleswig-Holstein. Hans pappa föddes i Moskva som son till bankdirektören Heinrich Bockelmann. När första världskriget bröt ut flydde familjen till Sverige. Efter kriget slog sig familjen ner på godset Ottmanach i Kärnten i Österrike. 
Jürgens växte upp på slottet Ottmanach tillsammans med sina två bröder. Han lärde sig på egen hand att spela piano men fick lektioner sedan hans far insett hans talang och ville främja hans pianospel. 
Han började uppträda på mindre lokaler under studietiden på konservatoriet i Klagenfurt. 1941 vann han en tävling för kompositörer som arrangerades av den österrikiska radion Österreichischer Rundfunk med låten Je t’aime. Hans första stora framgång blev låten Jenny 1960. 1964 tävlade han för första gången i Eurovision och återkom året därpå. 1966 vann han med låten Merci, Chérie och fick ett internationellt genombrott. Under 1950- och 1960-talet var han även med i tyska nöjesfilmer. 
1974 fick han en stor framgång med Griechischer Wein. Han skrev Västtysklands VM-låtar två gånger: Buenos Dias Argentina till fotbolls-VM 1978 och Wir sind schon auf dem Brenner till fotbolls-VM 1990.